# Port lotniczy Salta
Port lotniczy Salta (IATA: SLA, ICAO: SASA) – międzynarodowy port lotniczy położony 7 km na południowy zachód od centrum Salty, w prowincji Salta, w Argentynie.

## Linie lotnicze i połączenia
- Aerolíneas Argentinas (Buenos Aires-Ezeiza, Buenos Aires-Jorge Newbery, Córdoba, Mendoza, Puerto Iguazu, Rosario)
- Amaszonas (Asunción, Iquique)
- Boliviana de Aviación (Santa Cruz-Viru Viru)
- Flybondi (Palomar)
- LATAM Chile (Buenos Aires-Jorge Newbery, Lima)
- Omni Air International (Buenos Aires-Jorge Newbery, Tucuman)